# Masada (miniserial)
Masada este un miniserial de televiziune americană care a fost difuzată pe ABC în aprilie 1981. Anunțat de rețea ca un „roman ABC pentru televiziune”, scenariul serialului se bazează pe romanul din 1971 The Antagonists al lui Ernest Gann⁠(d), cu un scenariu scris de Joel Oliansky⁠(d). Este o relatare fictivă a asediului istoric al cetății Masada din Israel de către legiunile Imperiului Roman în anul 73 d.Hr.. Asediul s-a încheiat atunci când armatele romane au intrat în cetate, doar pentru a descoperi sinuciderea în masă a apărătorilor evrei după ce au realizat că înfrângerea lor este iminentă.
În miniserial, Peter O'Toole a interpretat rolul comandantului legiunii romane Lucius Flavius Silva⁠(d). Peter Strauss a interpretat rolul comandantului evreu Eleazar ben Ya'ir și Barbara Carrera ca amanta lui Silva de etnie evreiască. A fost prima apariție a lui O'Toole (actor irlandez) într-o miniserie americană.
Masada a fost una dintre numeroasele miniseriale istorice produse la începutul anilor 1980, după succesul miniseriallore Rădăcini (care a fost difuzat pe ABC Network în 1977) și Shogun (care a fost difuzat pe NBC în 1980).